# Zgodovina parnega stroja
Prvi zabeleženi osnovni parni stroj je bil aeolipile, ki ga je opisal Heron iz Aleksandrije v rimskem Egiptu v 1. stoletju. Pozneje so eksperimentirali ali predlagali več naprav na parni pogon, na primer parni dvigalo Taqi al-Dina, parno turbino v osmanskem Egiptu v 16. stoletju in parno črpalko Thomasa Saveryja v Angliji v 17. stoletju. Leta 1712 je atmosferski motor Thomasa Newcomena postal prvi komercialno uspešen motor, ki je uporabljal princip bata in valja, kar je bila temeljna vrsta parnega stroja, ki se je uporabljala do začetka 20. stoletja. Parni stroj se je uporabljal za črpanje vode iz premogovnikov.
Med industrijsko revolucijo so parni stroji začeli nadomeščati vodni in vetrni pogon ter sčasoma konec 19. stoletja postali prevladujoči vir energije in to ostali do prvih desetletij 20. stoletja, ko sta učinkovitejša parna turbina in motor z notranjim izgorevanjem povzročila hitro zamenjavo parnih strojev. Parna turbina je postala najpogostejši način, s katerim se poganjajo generatorji električne energije. Raziskujejo se praktične možnosti oživitve batnega parnega stroja kot osnove za nov val napredne parne tehnologije.

## Predhodniki

### Zgodnja uporaba parne energije
Najstarejši znani osnovni parni stroj in reakcijsko parno turbino, eolipile, je opisal matematik in inženir Heron iz Aleksandrije (Heron) v rimskem Egiptu v 1. stoletju, kot je zapisano v njegovem rokopisu Spiritalia seu Pneumatica. Para, ki je iz šob izhajala tangencialno, je povzročila vrtenje krogle. Njegova toplotna učinkovitost je bila nizka. To nakazuje, da so v rimskem Egiptu v 1. stoletju poznali pretvorbo parnega tlaka v mehansko gibanje. Heron je zasnoval tudi stroj, ki je s pomočjo zraka, segretega v oltarnem ognju, izpodrinil določeno količino vode iz zaprte posode. Teža vode je potegnila skrito vrv, s katero so se premikala tempeljska vrata. Nekateri zgodovinarji so oba izuma združili in napačno trdili, da je bil eolipile sposoben koristnega dela.
Po navedbah Viljema iz Malmesburyja je bila leta 1125 v Reimsu cerkev, ki je imela orgle, ki jih je poganjal zrak, ki je uhajal iz stiskanja "z ogrevano vodo", očitno pa jih je zasnoval in izdelal profesor Gerbertus.
Med dokumenti Leonarda da Vincija iz konca 15. stoletja je zasnova topa na parni pogon, imenovanega Architonnerre, ki deluje z nenadnim pritokom vroče vode v zaprt, razžarjen top.
Osnovno udarno parno turbino je leta 1551 opisal Taqi al-Din, filozof, astronom in inženir v otomanskem Egiptu 16. stoletja, ki je opisal metodo vrtenja ražnja s pomočjo curka pare, ki deluje na vrteče se lopatice po obodu kolesa. Podobno napravo za vrtenje ražnja je pozneje opisal tudi John Wilkins leta 1648. Te naprave so se takrat imenovale "mlini", zdaj pa so znane kot parni viličarji. Še eno podobno osnovno parno turbino je leta 1629 prikazal italijanski inženir Giovanni Branca za vrtenje valjaste naprave, ki je izmenično dvigovala in spuščala par pestičev, ki so delali v možnarjih. Vendar pa tok pare v teh zgodnjih parnih turbinah ni bil koncentriran in večina energije se je razpršila v vse smeri. To bi pomenilo veliko izgubo energije, zato jih nikoli niso resno obravnavali za industrijsko uporabo.
Leta 1605 je francoski matematik Florence Rivault v svoji razpravi o artileriji zapisal svoje odkritje, da voda, če je zaprta v bombnem tulcu in segreta, eksplodira.
Leta 1606 je Španec Jerónimo de Ayanz y Beaumont pokazal in dobil patent za vodno črpalko na parni pogon. Črpalka je bila uspešno uporabljena za izsuševanje poplavljenih rudnikov na Guadalcanalu v Španiji.

## Razvoj komercialnega parnega stroja
"Odkritja, ki jih je leta 1712 združil Thomas Newcomen in na podlagi katerih je nastal parni stroj, so bila:"
- koncept vakuuma (tj. znižanje tlaka pod okoliški tlak)
- pojem tlaka
- tehnike za ustvarjanje vakuuma
- način ustvarjanja pare
- bat in valj

Leta 1643 je Evangelista Torricelli izvedel poskuse z vodnimi črpalkami s sesalnim dvigom, da bi preizkusil njihovo mejo, ki je bila približno 32 čevljev (Atmosferski tlak je 32,9 čevlja ali 10,03 metra. Tlak vodne pare znižuje teoretično višino dvigala.). Zasnoval je poskus z uporabo cevi, napolnjene z živim srebrom in obrnjene v posodo z živim srebrom (barometer), ter opazil prazen prostor nad stebrom živega srebra, za katerega je domneval, da ne vsebuje ničesar, to je vakuum.
Otto von Guericke je pod vplivom Torricellija izumil vakuumsko črpalko, tako da je spremenil zračno črpalko, ki se je uporabljala za polnjenje zračne pištole. Guericke je leta 1654 v Magdeburgu v Nemčiji, kjer je bil župan, pripravil demonstracijo. Dve bakreni polobli sta bili pritrjeni skupaj in iz njiju je bil črpan zrak. Uteži, pripeti na polobli, ju nista mogli ločiti, dokler ni bil odprt zračni ventil. Poskus je bil ponovljen leta 1656 z dvema ekipama po 8 konj, ki nista mogli ločiti magdeburških polobel.
Gaspar Schott je bil prvi, ki je v svojem delu Mechanica Hydraulico-Pneumatica (1657) opisal poskus s polkroglami.
Po branju Schottove knjige je Robert Boyle izdelal izboljšano vakuumsko črpalko in izvedel sorodne poskuse.
Denis Papin se je med sodelovanjem s Christiaanom Huygensom in Gottfriedom Leibnizom v Parizu leta 1663 začel zanimati za uporabo vakuuma za pridobivanje pogonske sile. Papin je med letoma 1676 in 1679 delal za Roberta Boyla in v delu Continuation of New Experiments (1680) objavil poročilo o svojem delu, leta 1689 pa je imel predstavitev v Kraljevi družbi. Od leta 1690 je Papin začel eksperimentirati z batom za pridobivanje energije s paro in izdeloval modele parnih strojev. Eksperimentiral je z atmosferskimi in tlačnimi parnimi stroji ter svoje rezultate objavil leta 1707.
Leta 1663 je Edward Somerset, drugi markiz Worcesterja, objavil knjigo 100 izumov, v kateri je opisal metodo za dvigovanje vode med nadstropji s podobnim načelom kot pri perkolatorju za kavo. Njegov sistem je bil prvi, ki je ločil kotel (ogrevan topovski sod) od črpanja. Voda se je iz cisterne natočila v ojačan sod, nato pa se je odprl ventil za dovod pare iz ločenega kotla. Tlak je naraščal nad vrhom vode in jo poganjal po cevi navzgor. Svojo napravo na parni pogon je namestil na steno Velikega stolpa na gradu Raglan, da bi se voda dovajala skozi stolp. Žlebovi v steni, v katere je bil vgrajen stroj, so bili vidni še v 19. stoletju. Vendar nihče ni bil pripravljen tvegati denarja za tako revolucionarno zamisel in brez podpornikov je stroj ostal nerazvit.
Samuel Morland, matematik in izumitelj, ki se je ukvarjal s črpalkami, je v uradu Vauxhall Ordinance Office pustil zapiske o zasnovi parne črpalke, ki jih je prebral Thomas Savery. Leta 1698 je Savery izdelal parno črpalko z imenom "The Miner's Friend". Uporabljala je vakuum in tlak. Te črpalke so se več let uporabljale za uporabo z majhno močjo.
Thomas Newcomen je bil trgovec z izdelki iz litega železa. Newcomenov motor je temeljil na zasnovi bata in valja, ki jo je predlagal Papin. V Newcomenovem motorju se je para kondenzirala z vodo, ki se je razpršila v valju, kar je povzročilo atmosferski tlak, ki je premikal bat. Newcomenov prvi motor je bil nameščen za črpanje v rudniku leta 1712 v gradu Dudley v Staffordshiru.

### Cilindri
Denis Papin (22. avgust 1647 - ok. 1712) je bil francoski fizik, matematik in izumitelj, najbolj znan po svojem pionirskem izumu parnega digestorja, predhodnika tlačne posode. Sredi sedemdesetih let 16. stoletja je Papin sodeloval z nizozemskim fizikom Christiaanom Huygensom pri izdelavi motorja, ki je z eksplozijo strelnega prahu v valju pognal zrak iz njega. Papin je ugotovil, da je vakuum, ustvarjen na ta način, nepopoln, in se leta 1680 preselil v Anglijo, zato je zasnoval različico istega valja, ki je dosegla popolnejši vakuum z vrenjem vode in nato s kondenzacijo pare; na ta način je lahko dvigoval uteži, tako da je konec bata pritrdil na vrv, ki je šla čez jermenico. Sistem je deloval kot demonstracijski model, vendar je bilo treba za ponovitev postopka celotno napravo razstaviti in ponovno sestaviti. Papin je hitro ugotovil, da bi bilo treba za samodejni cikel paro proizvajati ločeno v kotlu, vendar projekta ni nadaljeval. Papin je zasnoval tudi čoln z vesli, ki ga je poganjal curek, ki je igral na mlinskem kolesu v kombinaciji Taqi al Dinove in Saveryjeve zamisli, zaslužen pa je tudi za številne pomembne naprave, kot je varnostni ventil. Papinove dolgoletne raziskave problemov izkoriščanja pare so imele ključno vlogo pri razvoju prvih uspešnih industrijskih motorjev, ki so nastali kmalu po njegovi smrti.

### Saveryjeva parna črpalka
Prvi parni stroj, ki je bil uporabljen v industriji, je bil "požarni stroj" ali "rudarski prijatelj", ki ga je leta 1698 zasnoval Thomas Savery. To je bila parna črpalka brez bata, podobna tisti, ki jo je razvil Worcester. Savery je prispeval dva ključna prispevka, ki sta močno izboljšala praktičnost zasnove. Prvič, da bi omogočil, da se dovod vode nahaja pod motorjem, je s kondenzirano paro ustvaril delni podtlak v črpalnem rezervoarju (sod v Worcesterjevem primeru) in s tem potegnil vodo navzgor. Drugič, da bi hitro ohladil paro za ustvarjanje podtlaka, je po rezervoarju speljal hladno vodo.

Za delovanje je bilo potrebnih več ventilov; ko je bil rezervoar na začetku cikla prazen, se je odprl ventil za dovod pare. Ventil se je zaprl, da se je rezervoar zaprl, ventil hladilne vode pa se je vklopil, da se je para kondenzirala in ustvaril delni podtlak. Odprl se je dovodni ventil, ki je potegnil vodo navzgor v rezervoar, tipičen motor pa je lahko potegnil vodo do 20 metrov. Ta se je zaprl in ponovno odprl parni ventil, s čimer se je ustvaril tlak nad vodo in jo črpal navzgor, kot pri Worcesterjevi zasnovi. Ta cikel je v bistvu podvojil razdaljo, na katero je bilo mogoče črpati vodo pri danem tlaku pare, proizvodni primeri pa so vodo dvignili za približno 40 metrov.
Saveryjev motor je rešil problem, ki je šele pred kratkim postal resen: dvigovanje vode iz rudnikov v južni Angliji, ko so ti dosegli večjo globino. Saveryjev motor je bil nekoliko manj učinkovit od Newcomenovega, vendar se je to nadomestilo z dejstvom, da je bila ločena črpalka, ki jo je uporabljal Newcomenov motor, neučinkovita, tako da sta imela oba motorja približno enako učinkovitost 6 milijonov foot funtov na bušela premoga (manj kot 1 %). Saveryjev motor tudi ni bil zelo varen, saj je del njegovega cikla zahteval paro pod tlakom, ki jo je dovajal kotel, tlačne posode pa glede na takratno tehnologijo ni bilo mogoče izdelati dovolj močne, zato je bila nagnjena k eksploziji. Eksplozija ene od njegovih črpalk v Broad Watersu (blizu Wednesburyja) okoli leta 1705 je verjetno pomenila konec poskusov izkoriščanja njegovega izuma.
Saveryjev motor je bil cenejši od Newcomenovega in so ga izdelovali v manjših dimenzijah. Nekateri konstruktorji so izdelovali izboljšane različice Saveryjevega motorja do konca 18. stoletja. Bento de Moura Portugal, FRS, je predstavil domiselno izboljšavo Saveryjeve konstrukcije, "da bi lahko deloval sam", kot jo je opisal John Smeaton v Philosophical Transactions, objavljenih leta 1751.

## Atmosferski kondenzacijski motorji

### Newcomenov "atmosferski" motor
Thomas Newcomen je s svojim "atmosferskim strojem" iz leta 1712 združil večino bistvenih elementov, ki jih je določil Papin, da bi razvil prvi praktični parni stroj, po katerem bi lahko obstajalo komercialno povpraševanje. Ta je imel obliko batnega stroja, nameščenega na površini, ki je poganjal zaporedje črpalk na enem koncu droga. Motor, ki je bil z verigami pritrjen z drugega konca nosilca, je deloval po atmosferskem ali vakuumskem načelu.
Newcomenova zasnova je uporabljala nekatere elemente prejšnjih zamisli. Tako kot Saveryjeva zasnova je tudi Newcomenov motor za ustvarjanje vakuuma uporabljal paro, hlajeno z vodo. Za razliko od Saveryjeve črpalke pa je Newcomen vakuum uporabil za poteg bata, namesto da bi neposredno potegnil vodo. Zgornji del valja je bil odprt za atmosferski tlak in ko je nastal vakuum, je atmosferski tlak nad batom potisnil bat navzdol v valj. Bat je bil mazan in zaprt s curkom vode iz iste cisterne, iz katere se je dovajala hladilna voda. Poleg tega je za izboljšanje hladilnega učinka brizgnil vodo neposredno v valj.
Bat je bil z verigo pritrjen na velik vrtljiv nosilec. Ko je bat potegnil nosilec, se je druga stran nosilca potegnila navzgor. Ta konec je bil pritrjen na palico, ki je potegnila na vrsto običajnih ročic črpalke v rudniku. Na koncu tega potega moči se je ponovno odprl parni ventil in teža palic črpalke je potegnila nosilec navzdol, dvignila bat in ponovno potegnila paro v valj.
Uporaba bata in nosilca je Newcomenovemu motorju omogočila pogon črpalk na različnih nivojih po celotnem rudniku in odpravila potrebo po visokotlačni pari. Celoten sistem je bil izoliran v eni sami stavbi na površini. Čeprav so bili ti motorji neučinkoviti in so porabili zelo veliko premoga (v primerjavi s poznejšimi motorji), so dvignili veliko večje količine vode iz večjih globin, kot je bilo mogoče prej. Do leta 1735 je bilo po Angliji nameščenih več kot 100 Newcomenovih motorjev, do leta 1800 pa naj bi jih delovalo že 2 000 (vključno z Wattovimi različicami).
John Smeaton je Newcomenov motor večkrat izboljšal, zlasti tesnila, in z izboljšanjem le-teh skoraj potrojil njegovo učinkovitost. Za prenos moči iz valja je namesto nosilcev raje uporabljal kolesa, zaradi česar so bili njegovi motorji bolj kompaktni. Smeaton je bil prvi, ki je razvil strogo teorijo načrtovanja in delovanja parnega stroja. Od predvidene vloge naprej je izračunal količino moči, ki bo potrebna za nalogo, velikost in hitrost valja, ki jo bo zagotavljal, velikost kotla, potrebnega za njegovo napajanje, in količino goriva, ki ga bo porabil. Te podatke je razvil empirično, potem ko je preučil več deset Newcomenovih motorjev v Cornwallu in Newcastlu ter leta 1770 na svojem domu v Austhorpu izdelal lasten eksperimentalni motor. Do uvedbe Wattovega motorja le nekaj let pozneje je Smeaton izdelal na desetine vedno večjih motorjev z močjo do 100 KM.

### Wattov ločeni kondenzator
Ko je James Watt leta 1759 delal na Univerzi v Glasgowu kot izdelovalec in popravljalec instrumentov, mu je profesor John Robison predstavil moč pare. Watt je bil navdušen, prebral je vse, kar je lahko, in neodvisno razvil koncept latentne toplote, ki ga je šele pred kratkim objavil Joseph Black na isti univerzi. Ko je Watt izvedel, da ima univerza v lasti majhen delujoč model Newcomenovega motorja, si je prizadeval, da bi ga vrnili iz Londona, kjer so ga neuspešno popravljali. Watt je stroj popravil, vendar je ugotovil, da je komaj deloval tudi po popolnem popravilu.
Ko se je ukvarjal s konstrukcijo, je ugotovil, da je bilo 80 % pare, ki jo je porabil motor, porabljene v prazno. Namesto da bi zagotavljala pogonsko silo, se je uporabljala za segrevanje valja. Pri Newcomenovi zasnovi se je vsak potisk začel z brizganjem hladne vode, ki ni le kondenzirala pare, temveč je tudi hladila stene valja. To toploto je bilo treba nadomestiti, preden je valj spet sprejel paro. Pri Newcomenovem motorju je toploto zagotavljala samo para, zato je ob ponovnem odprtju parnega ventila velika večina kondenzirala na hladnih stenah takoj, ko je bila speljana v valj. Trajalo je precej časa in pare, preden se je valj ponovno segrel in ga je para začela polniti.
Watt je problem vodnega curka rešil tako, da je hladno vodo odvedel v drug valj, ki je bil nameščen poleg cilindra za moč. Ko je bil indukcijski poteg končan, se je med njima odprl ventil in vsa para, ki je vstopila v valj, je kondenzirala v tem hladnem valju. To bi ustvarilo podtlak, ki bi v valj potegnil še več pare, in tako naprej, dokler para ne bi večinoma kondenzirala. Nato se je ventil zaprl in glavni valj je deloval kot pri običajnem Newcomnovem motorju. Ker je bila v glavnem valju ves čas ohranjena delovna temperatura, je bil sistem pripravljen na nov takt, takoj ko se je bat potegnil nazaj do vrha. Temperaturo je vzdrževal plašč okoli valja, v katerega se je spuščala para. Watt je leta 1765 izdelal delujoč model.
Watt je bil prepričan, da gre za velik napredek, zato je sklenil partnerstva, da bi zagotovil tvegani kapital, medtem ko je delal na zasnovi. Watt se ni zadovoljil le s to izboljšavo, temveč je neutrudno delal na vrsti drugih izboljšav praktično vseh delov motorja. Watt je sistem še dodatno izboljšal, tako da je dodal majhno vakuumsko črpalko, ki je paro iz valja potegnila v kondenzator, kar je še dodatno izboljšalo čas cikla. Bolj radikalna sprememba v primerjavi z Newcomenovo zasnovo je bila zaprtje vrha valja in uvedba nizkotlačne pare nad bat. Zdaj moč ni bila posledica razlike med atmosferskim tlakom in vakuumom, temveč tlaka pare in vakuuma, kar je nekoliko višja vrednost. Pri povratnem potegu navzgor se para na vrhu po cevi prenese na spodnjo stran bata, da bi se kondenzirala pri povratnem potegu navzdol. Tesnjenje bata na Newcomenovem motorju je bilo doseženo tako, da je bila na njegovi zgornji strani majhna količina vode. To pri Wattovem motorju zaradi prisotnosti pare ni bilo več mogoče. Watt je vložil veliko truda, da bi našel učinkovito tesnilo, ki ga je na koncu dobil z mešanico loja in olja. Batna palica je prav tako potekala skozi žrelo na zgornjem pokrovu cilindra, ki je bilo podobno zatesnjeno.
Težava s tesnjenjem bata je nastala, ker ni bilo mogoče izdelati dovolj okroglega valja. Watt je poskusil izvrtati valje iz litega železa, vendar so bili ti valji preveč okrogli. Watt je bil prisiljen uporabiti valj iz kovanega železa. Naslednji citat je iz knjige Roe (1916):
"Ko je [John] Smeaton prvič videl motor, je Društvu inženirjev poročal, da 'ni ne orodja ne delavcev, ki bi lahko izdelali tako zapleten stroj z zadostno natančnostjo'.
Watt je leta 1774 končno menil, da je zasnova dovolj dobra, da jo je lahko izdal, in Wattov motor je bil dan na trg. Ker je bilo mogoče dele konstrukcije zlahka namestiti na obstoječe Newcomenove motorje, v rudnikih ni bilo treba izdelati popolnoma novega motorja. Namesto tega sta Watt in njegov poslovni partner Matthew Boulton podelila licenco za izboljšave upravljavcem motorjev in jim zaračunavala del denarja, ki bi ga prihranili zaradi nižjih stroškov goriva. Zasnova je bila zelo uspešna, zato je bilo ustanovljeno podjetje Boulton in Watt, ki je pridobilo licenco za zasnovo in pomagalo novim proizvajalcem pri izdelavi motorjev. Kasneje sta odprla livarno Soho, v kateri sta izdelovala lastne motorje.
Leta 1774 je John Wilkinson izumil vrtalni stroj z gredjo, na kateri je bilo orodje za vrtanje podprto na obeh koncih in je segala skozi valj, za razliko od takrat uporabljenih konzolnih vrtalnikov. S tem strojem je uspešno izvrtal valj za prvi komercialni motor podjetij Boulton in Watt leta 1776.
Watt ni nikoli več prenehal izboljševati svojih konstrukcij. Tako je še dodatno izboljšal hitrost delovnega cikla, uvedel regulatorje, avtomatske ventile, bate z dvojnim delovanjem, različne rotacijske odvode moči in številne druge izboljšave. Wattova tehnologija je omogočila široko komercialno uporabo stacionarnih parnih strojev.
Humphrey Gainsborough je v šestdesetih letih 17. stoletja izdelal model kondenzacijskega parnega stroja, ki ga je pokazal Richardu Lovellu Edgeworthu, članu Lunarne družbe. Gainsborough je menil, da je Watt pri izumu uporabil njegove zamisli; vendar James Watt v tem obdobju ni bil član Lunarne družbe in njegova številna poročila, ki pojasnjujejo zaporedje miselnih procesov, ki so pripeljali do končne zasnove, to zgodbo izpodbijajo.
Moč je bila še vedno omejena z nizkim tlakom, prostornino valja, hitrostjo zgorevanja in izhlapevanja ter zmogljivostjo kondenzatorja. Največjo teoretično učinkovitost je omejevala razmeroma majhna temperaturna razlika na obeh straneh bata; to je pomenilo, da so morali biti prvi proizvodni motorji zelo veliki, da bi Wattov motor zagotovil uporabno količino moči, zato sta bili gradnja in namestitev dragi.

### Wattovi motorji z dvojnim delovanjem in rotacijski motorji
Watt je razvil motor z dvojnim delovanjem, pri katerem je para poganjala bat v obe smeri, s čimer se je povečala hitrost in učinkovitost motorja. Načelo dvojnega delovanja je tudi znatno povečalo moč motorja določene fizične velikosti.
Boulton in Watt sta razvila batni motor v rotacijski tip. Za razliko od Newcomenovega motorja je Wattov motor deloval dovolj gladko, da ga je bilo mogoče priključiti na pogonsko gred - prek sončnih in planetnih zobnikov - za zagotavljanje rotacijske moči skupaj s kondenzacijskimi valji dvojnega delovanja. Najzgodnejši primerek je bil izdelan kot demonstrator in je bil nameščen v Boultonovi tovarni za pogon strojev za brušenje gumbov in podobno. Zaradi tega je bil vedno znan kot Lap Engine. Pri zgodnjih parnih strojih je bat običajno s palico povezan z uravnoteženim nosilcem in ne neposredno z vztrajnikom, zato so ti stroji znani kot nosilci.
Zgodnji parni stroji niso zagotavljali dovolj konstantne hitrosti za kritične postopke, kot je predenje bombaža. Za nadzor hitrosti se je motor uporabljal za črpanje vode za vodno kolo, ki je poganjalo stroje.

## Visokotlačni motorji
V 18. stoletju so se pojavile zahteve po višjih tlakih, čemur se je Watt odločno uprl in z monopolom, ki mu ga je zagotavljal njegov patent, preprečil drugim, da bi izdelovali visokotlačne motorje in jih uporabljali v vozilih. Ne zaupal je takratni tehnologiji kotlov, načinu njihove izdelave in trdnosti uporabljenih materialov.
Pomembne prednosti visokotlačnih motorjev so bile:
1. Za določeno moč so bili lahko veliko manjši kot prej. Tako je bilo mogoče razviti parne stroje, ki so bili dovolj majhni in zmogljivi, da so lahko poganjali sami sebe in druge predmete. Tako je parna energija za prevoz postala praktična v obliki ladij in kopenskih vozil, kar je povzročilo revolucijo v tovornem prometu, potovanjih, vojaški strategiji in pravzaprav v vseh vidikih družbe.
2. Zaradi svoje manjše velikosti so bile veliko cenejše.
3. Niso potrebovali velikih količin hladilne vode za kondenzator, ki so jo potrebovali atmosferski motorji.
4. Lahko so bili zasnovani tako, da so delovali pri višjih hitrostih, zaradi česar so bili primernejši za pogon strojev.

Slabosti so bile naslednje:
1. V območju nizkega tlaka so bili manj učinkoviti od kondenzacijskih motorjev, zlasti če se para ni uporabljala ekspanzivno.
2. Bili so bolj dovzetni za eksplozije v kotlih.

Glavna razlika med delovanjem visokotlačnih in nizkotlačnih parnih strojev je v viru sile, ki premika bat. Pri Newcomenovih in Wattovih motorjih je kondenzacija pare tista, ki ustvari večino tlačne razlike, tako da atmosferski tlak (Newcomen) in nizkotlačna para, ki je redko višja od 7 psi kotlovskega tlaka, ter vakuum v kondenzatorju (Watt) premikata bat. Pri visokotlačnem motorju večino tlačne razlike zagotavlja visokotlačna para iz kotla; nizkotlačna stran bata je lahko pod atmosferskim tlakom ali povezana s tlakom kondenzatorja. Newcomenov indikatorski diagram, ki je bil skoraj ves pod atmosfersko črto, je skoraj 200 let pozneje doživel oživitev z nizkotlačnim valjem motorjev s trojno ekspanzijo, ki prispeva približno 20 % moči motorja, spet skoraj ves pod atmosfersko črto.
Prvi znani zagovornik "močne pare" je bil Jacob Leupold v svoji shemi motorja, ki se je pojavila v enciklopedičnih delih okoli leta 1725. V tem stoletju so se pojavili tudi različni projekti za čolne in vozila na parni pogon, eden izmed najbolj obetavnih je bil projekt Nicolasa-Josepha Cugnota, ki je leta 1769 pokazal svoj "fardier" (parni vagon). Delovni tlak, ki je bil uporabljen pri tem vozilu, ni znan, vendar je bila zaradi majhnosti kotla proizvodnja pare premajhna, da bi fardier lahko prevozil več kot nekaj sto metrov, preden bi se moral ustaviti in dvigniti paro. Predlagani so bili tudi drugi projekti in modeli, vendar sta jih Boulton in Watt, tako kot model Williama Murdocha iz leta 1784, blokirala.
V ZDA to ni veljalo in leta 1788 je parnik, ki ga je zgradil John Fitch, opravljal redne komercialne prevoze po reki Delaware med Philadelphio v Pensilvaniji in Burlingtonom v New Jerseyju ter prevažal kar 30 potnikov. Ta ladja je običajno dosegala hitrost 7 do 8 milj na uro in je v kratkem času delovanja prevozila več kot 2 000 milj (3 200 km). Parnik Fitch ni bil komercialno uspešen, saj je bila ta pot ustrezno pokrita z razmeroma dobrimi voznimi cestami. Leta 1802 je William Symington izdelal praktičen parnik, leta 1807 pa je Robert Fulton z Wattovim parnim strojem poganjal prvi komercialno uspešen parnik.
Oliver Evans pa se je zavzemal za "močno paro", ki jo je uporabljal za ladijske motorje in za stacionarno uporabo. Bil je pionir valjastih kotlov; vendar so Evansovi kotli večkrat resno eksplodirali, kar je še bolj potrjevalo Wattove pomisleke. Leta 1811 je v Pittsburghu v Pensilvaniji ustanovil podjetje Pittsburgh Steam Engine Company. Podjetje je uvedlo visokotlačne parne stroje za rečne ladje v porečju Misisipija.
Prvi visokotlačni parni stroj je leta 1800 izumil Richard Trevithick.
Pomen dvigovanja pare pod tlakom (s termodinamičnega vidika) je v tem, da doseže višjo temperaturo. Tako vsak motor, ki uporablja visokotlačno paro, deluje pri višji temperaturni in tlačni razliki, kot je to mogoče pri nizkotlačnem vakuumskem motorju. Visokotlačni motor je tako postal osnova za večino nadaljnjega razvoja tehnologije batne pare. Kljub temu je bil okoli leta 1800 "visokotlačni" tlak enak današnjemu zelo nizkemu tlaku, tj. 40-50 psi (276-345 kPa), pri čemer je šlo za to, da zadevni visokotlačni motor ni bil kondenzacijski, poganjala ga je izključno ekspanzivna moč pare, ko je para opravila delo, pa se je običajno iztekla pri tlaku, višjem od atmosferskega. Izpih izstopajoče pare v dimnik se lahko izkoristi za ustvarjanje induciranega vleka skozi rešetko in s tem poveča hitrost gorenja, s čimer se ustvari več toplote v manjši peči, vendar na račun povratnega tlaka na izpušni strani bata.
V železarni Penydarren v Merthyr Tydfilu v južnem Walesu je bil 21. februarja 1804 predstavljen prvi samovozni železniški parni stroj ali parna lokomotiva, ki jo je izdelal Richard Trevithick.

### Cornishski stroj in sestavljanje
Okoli leta 1811 je moral Richard Trevithick posodobiti Wattov črpalni stroj, da bi ga prilagodil enemu od svojih novih velikih valjastih cornwalskih kotlov. Ko je Trevithick leta 1816 odšel v Južno Ameriko, je njegove izboljšave nadaljeval William Sims. Vzporedno je Arthur Woolf razvil sestavljeni motor z dvema valjema, tako da se je para širila v visokotlačnem valju, preden se je sprostila v nizkotlačnem. Učinkovitost je še izboljšal Samuel Groase, ki je izoliral kotel, motor in cevi.
Tlak pare nad batom se je povečal in sčasoma dosegel 40 psi (0,28 MPa) ali celo 50 psi (0,34 MPa), kar je zdaj zagotavljalo večino moči za pot navzdol; hkrati se je izboljšala kondenzacija. To je znatno povečalo učinkovitost in v 19. stoletju so še naprej izdelovali nove črpalne motorje po sistemu Cornish (pogosto znane kot Cornishovi motorji). Starejši Wattovi motorji so bili posodobljeni, da bi ustrezali zahtevam.
Na območjih proizvodnje tekstila, kjer je bil premog poceni, so se te cornishske izboljšave zaradi višjih stroškov kapitala in večje obrabe motorjev uporabljale počasi. Spremembe so se začele šele v tridesetih letih 19. stoletja, navadno z dodajanjem dodatnega (visokotlačnega) valja.
Druga omejitev zgodnjih parnih strojev je bila spremenljiva hitrost, zaradi česar so bili neprimerni za številne tekstilne namene, zlasti za predenje. Da bi dosegli enakomerno hitrost, so zgodnje tekstilne tovarne s parnim pogonom uporabljale parni stroj za črpanje vode na vodno kolo, ki je poganjalo stroje.
Veliko teh strojev je bilo dobavljenih po vsem svetu in so zanesljivo in učinkovito delovali dolga leta z zelo zmanjšano porabo premoga. Nekateri med njimi so bili zelo veliki in ta tip so izdelovali vse do devetdesetih let 19. stoletja.

## Corlissov motor
Corlissov parni stroj (patentiran leta 1849) je bil označen kot največji napredek po Jamesu Wattu. Corlissov motor je imel močno izboljšano krmiljenje hitrosti in boljši izkoristek, zato je bil primeren za vse vrste industrijskih aplikacij, vključno s predenjem.
Corliss je uporabljal ločena vrata za dovod in odvod pare, kar je preprečilo, da bi izpuh hladil prehod, ki ga je uporabljala vroča para. Corliss je uporabljal tudi delno vrtljive ventile, ki so zagotavljali hitro delovanje in pomagali zmanjšati izgube tlaka. Tudi sami ventili so bili vir manjšega trenja, zlasti v primerjavi z drsnim ventilom, ki je običajno porabil 10 % moči motorja.
Corliss je uporabljal samodejni variabilni izklop. Ventilni mehanizem je uravnaval hitrost motorja tako, da je s pomočjo regulatorja spreminjal čas izklopa. To je bilo poleg boljšega nadzora hitrosti delno odgovorno za izboljšanje učinkovitosti.

## Porter-Allenov parni stroj z visoko hitrostjo
Porter-Allenov motor, predstavljen leta 1862, je uporabljal napreden mehanizem ventilne prestavne naprave, ki ga je za Porterja razvil Allen, izjemno sposoben mehanik, in je bil sprva splošno znan kot Allenov motor. Hitri motor je bil natančen stroj, ki je bil dobro uravnotežen, kar je bilo mogoče doseči z napredkom na področju obdelovalnih strojev in proizvodne tehnologije.
Hitri motor je deloval s hitrostjo batov, ki je bila od tri- do petkrat večja od hitrosti običajnih motorjev. Imel je tudi spremenljivo nizko hitrost. Hitri motor se je pogosto uporabljal v žagah za pogon krožnih žag. Kasneje so ga uporabljali za proizvodnjo električne energije.
Motor je imel več prednosti. V nekaterih primerih ga je bilo mogoče neposredno povezati. Če so bili uporabljeni zobniki ali jermeni in bobni, so bili lahko veliko manjši. Tudi sam motor je bil majhen glede na moč, ki jo je razvijal.
Porter je močno izboljšal regulator z letečo kroglo, tako da je zmanjšal rotirajočo težo in dodal utež okoli gredi. S tem se je bistveno izboljšalo uravnavanje hitrosti. Porterjev regulator je do leta 1880 postal vodilni tip.
Učinkovitost Porter-Allenovega motorja je bila dobra, vendar ni bila enaka Corlissovemu motorju.

### Enotočkovni (ali netočkovni) motor
Uniflow motor je bil najučinkovitejša vrsta visokotlačnega motorja. Izumljen je bil leta 1911 in se je uporabljal na ladjah, vendar so ga izpodrinile parne turbine in pozneje ladijski dizelski motorji.